# 竹石悟朗
竹石 悟朗（たけいし ごろう、1986年3月26日 - ）は、栃木県宇都宮市出身の日本の役者。身長172cm、血液型A型。サンミュージックプロダクション所属。

## 来歴
2004年より芸能活動を開始。過去の所属は劇団レクラム舎。計7本の公演に出演。
2010年企画演劇集団ボクラ団義本公演vol.7『嘘つきたちの唄』の客演をきっかけに、主宰久保田唱が務める企画演劇集団ボクラ団義に2011年6月1日より所属。所属時はボクラ団義の全ての公演に出演。2019年7月 vol.22 特別本公演『関ヶ原で一人』を持って退団。
サンミュージックプロダクションに2016年より所属。
人気ゲームシリーズ天誅を舞台化した『舞台版天誅』では戦国の炎使い火影を演じゲームキャラクターを見事に体現した。圧倒的な再演希望の声を受け『舞台版天誅-2015』では過去を背負う龍丸を演じた。また、2015年春全国ロードショー映画『新選組オブ・ザ・デッド』と映画連動型舞台版ゾンビ時代劇『舞台新選組オブ・ザ・デッド』の両作品に於いて、主要キャストとして拝勘助役を演じた。
東京フィルムセンター映画・俳優専門学校（現・東京放送芸術&映画・俳優専門学校）にて殺陣師・演出助手として講師を務める。
ネットラジオ『ボクラジ！』（毎月第2・4日曜配信　2011年7月 - ）
ネットテレビ放送『ボクラのなかTV〜地上波への道〜』（毎月最終月曜収録　10日・20日配信　2014年10月 - 2017年4月）ではメインパーソナリティを務めた。
2017年6月よりボクラ団義退団まで『ボクラ◯◯TV〜宇宙への道〜』(YouTubeの専用チャンネルで毎月配信)のメインパーソナリティを務める。(2017年6月-2019年7月配信まで)
2017年12月より、義達祐未、北村悠と共に栃木県応援プロジェクト”とちぎヘルメットかぶり隊（仮）"として活動中。活動内容はYouTubeにて動画配信。
2020年1月イベント『ズッ栃〜meetsとちヘル隊』の収益より57,900円を栃木市へ寄付、栃木市より感謝状授与
2020年12月より、とちヘル隊SHOWROOMページを開設し生配信を行う。

## 人物
- 行動理念はやらない善よりやる偽善で本人のBlog、Twitterにも使用されている。
- 一人っ子である。親戚は世界大会に出場した空手家と全国区の柔道家がいる。
- 好きな食べ物は、お肉・お寿司・ラーメンである。とくにラーメンは大好物。
- 日本サウナ・スパ協会[10]認定『サウナ・スパ健康アドバイザー』(厚生労働省後援)取得。(2021年9月17日)

## 出演

### 舞台

#### 劇団レクラム舎
- 『若葉の季節の物語〜劇版星新一の世界3』（2009年4月、スタジオAR）青年 役
- 『逃げろツチノコ山本素石伝』（2009年9月、スタジオAR）河原岳童 役
- 『ダルクの森〜アディクション依存』（2010年5月、スタジオAR）青年ケン 役
- 『星からの伝言〜劇版星新一の世界4』（2010年9月、スタジオAR）青年 役
- 出前公演『仙人がくれた不思議なずきん』（三宿小学校）主演
- アトリエ公演二人芝居『朝に死す』（2011年2月26日、スタジオAR）男 役
- 35周年記念公演『内はホラホラ外はスブスブ』（2011年4月27日 - 5月3日、スタジオAR）青年 役

#### 企画演劇集団ボクラ団義
- vol.7『嘘つきたちの唄』（2010年12月1日 - 6日、日暮里d-倉庫）瀬戸沼陽 役
- vol.9『オーバースマイル』（2011年8月31日 - 9月4日、シアターグリーン BOX IN BOX / 9月16日 - 18日、インディペンデントシアター）ソロリス・ランス 役
- vol.10『鏡に映らない女 記憶に残らない男』（2012年2月15日 - 20日、新宿SPACE107）鷹宮愁（高校時代） 役
- 番外公演vol.1『ハンズアップ』（2012年5月23日 - 6月3日、シアターKASSAI）蒜流宗介 役
- 再演プロジェクトvol.1『ワラワレ』（2012年9月12日 - 9月17日、新宿シアターモリエール）真白優希 役
- vol.11『忍ぶ阿呆に死ぬ阿呆』（2012年11月7日 - 12日、新宿SPACE107 / 12月7日 - 9日、大阪市立芸術創造館）主演 立原小助 役
- シアターグリーンBox in Box賞受賞再演プロジェクトvol.2『嘘ツキタチノ唄』（2013年1月18日 - 1月27日、シアターグリーンBOX in BOX）瀬戸沼陽 役[11]
- 1,000名限定番外公演『遠慮がちな殺人鬼』（2013年4月3日 - 8日、シアターKASSAI）主演 霧雨隆也 役
- vol.12『さよならの唄』（2013年5月30日 - 6月2日、六行会ホール）主演 喜村卓也 役
- Play-Again vol.3『OVER SMILE』（2013年9月26日 - 30日、シアターグリーンBIG TREE THEATER）ソロリス・ランス 役
- vol.13『虹色の涙 鋼色の月』（2013年12月4日 - 8日、新宿SPACE107 / 12月13日 - 15日、大阪市立芸術創造館 / 2014年1月11日・12日、相鉄本多劇場）主演 イセ 役
- Play-Again vol.4『ゴーストライターズ！！』[12]（2014年2月28日 - 3月9日、新宿SPACE107）
- vol.14『耳があるなら蒼に聞け〜龍馬と十四人の志士〜』（2014年6月25日 - 7月6日、中野ザ・ポケット）今井信郎 役
- vol.15『シカク』（2014年12月18日 - 28日、サンモールスタジオ）主演 氷川恭一 役 澤田広幸（1日限定シャッフル回のみ）
- Play-Again vol.5『忍ブ阿呆ニ死ヌ阿呆』[13]（2015年3月11日 - 22日、シアターグリーンBIG TREE THEATER）主演 立原小助 役
- Vol.16『時をかける206号室』二重生活の男 （2015年8月19日 - 30日、シアターグリーンBIG TREE THEATER）柏木祐介 役
- Vol.17『十七人の侍』（2015年11月21日 - 29日、CBGKシブゲキ!!）W主演 池本隆、キクチヨ、キヨマツ 役
- 番外公演『誤人』（2016年3月23日 - 4月3日、池袋シアターKASSAI）大田原氷河（百舌陽平） 役
- Play-Again vol.6『耳ガアルナラ蒼ニ聞ケ 龍馬ト十四人ノ志士』（2016年7月6日 - 10日、あうるすぽっと / 2016年7月23日 - 25日、HEP HALL）主演 今井信郎 役
- Vol.18『今だけが戻らない』（2016年11月16日 - 23日、CBGKシブゲキ!!）瀬戸沼陽 役
- Vol.19『飛ばぬ鳥なら落ちもせぬ日 - 梟雄と呼ばれた男右筆と呼ばれた男〜』（2017年4月4日 - 16日、吉祥寺シアター）二曲輪猪助 役
- Play-Again vol.7『サヨナラノ唄』（2017年7月13日 - 23日、CBGKシブゲキ!!）主演 喜村卓也 役
- Vol.20『ぼくらの90分間戦争』（【阿佐ヶ谷公演】2017年12月20日 - 23日 / 【豊島区池袋公演】2017年12月27日 - 2018年1月15日、池袋シアターKASSAI / 【大阪府公演】2018年1月19日 - 21日、インディペンデントシアター2nd）渋谷薫 役
- vol.21『戦国アイドルタイム』（2018年6月27日 - 7月15日、浅草九劇）二本松茂吉祐貞 役
- Play-Again vol.8『遠慮ガチナ殺人鬼』（2019年1月9日 - 20日、中野ザ・ポケット）主演 霧雨隆也 役
- vol.22 特別本公演『関ヶ原で一人』（2019年7月3日 - 15日、シアターグリーン BIG TREE THEATER）石田三成 役

#### その他
2007年
- 『SAKURA』（2007年3月22日 - 26日、Airstudio東銀座）主演 平野寅之助 役
- 神田時来組『そして龍馬は殺された』（2007年6月14日 - 18日、シアターサンモール）今井信郎 役

2009年
- KUROGOKU『バンカイ!!』（2009年2月5日 - 8日、アイピット目白）

2011年
- KENプロデュース『300年の絵画と鉄仮面の姫君』（2011年1月8日・9日、北沢タウンホール）ハメドフ 役
- 宮操子追悼公演『三回忌メモリアル 江口・宮アーカイヴ』朗読（2011年5月14日・15日、日暮里サニーホール）

2012年
- KENプロデュース『嘘つきの姫君と三人の絵師』（2012年1月21日 - 22日、北沢タウンホール）殺陣アシスタント兼出演

2013年
- オフィスプロジェクトM座・高円寺提携公演『ハルメリ2013』（2013年3月23日 - 27日、座・高円寺）息子 役
- 第44回テイチク吟詠剣詩舞全国大会 殺陣出演（調布グリーンホール）
- 梶研吾×企画演劇集団ボクラ団義『紅蓮、還る』（2013年10月17日 - 20日、シアターKASSAI）村雨 役

2014年
- タンバリンプロデューサーズ『新耳袋3〜喫茶店奏鳴曲〜』（2014年4月2日 - 6日、中野ザ・ポケット）松浦猛 役
- ACRAFT『舞台版 天誅』（2014年5月7日 - 11日、シアターサンモール）火影 役
- 東京フィルムセンター映画・俳優専門学校十期生中間公演『忍ぶ阿呆に死ぬ阿呆』殺陣師・演出助手
- ENG第二回公演『THRee′S』（2014年9月10日 - 15日、笹塚ファクトリー）張飛翼徳 役
- ACRAFT『紅蓮、ふたたび』（2014年10月8日 - 19日、笹塚ファクトリー）村雨 役

2015年
- 劇団道学先生『あつ苦しい兄弟〜港のふたり編〜』（2015年2月6日 - 2月15日、東京芸術劇場 シアターイースト）アンケート詐欺師 役
- 東京フィルムセンター映画・俳優専門学校十期生進級公演『OVER SMILE』殺陣師・演出助手
- 劇団6番シード第59回公演『ザ・ボイスアクター〜アニメーション & オンライン〜』アニメーション編（2015年4月15日 - 4月21日、新宿村LIVE）橋乃下勇（井戸掘り師ダイダダ） 役
- VAP PRESENTSゾンビ時代劇『新選組オブ・ザ・デッド』（2015年5月2日 - 4日、HEP HALL / 5月13日 - 18日、CBGKシブゲキ!!︎）拝勘助 役
- タンバリンプロデューサーズ『倫敦影奇譚シャーロックホームズ銀髪の使者と七人の容疑者』 （2015年6月17日 - 21日、六行会ホール）主演 シャーロックホームズ 役
- DMF/ENG提携公演『LAST SMILE ラストスマイル』（2015年7月22日 - 27日、シアターグリーン BIG TREE THEATER）銀次・平井 役
- 東京フィルムセンター映画・俳優専門学校十一期生中間公演『忍ブ阿呆ニ死ヌ阿呆』（2015年9月4日 - 6日）殺陣師・演出助手
- ENG第三回公演『関ヶ原で一人〜Lonely SEKIGAHARA〜』（2015年9月30日 - 10月4日、六行会ホール）石田三成 役
- ACRAFT『天誅-2015』（2015年10月21日 - 10月25日、六行会ホール）龍丸 役

2016年
- ディー・コンテンツプロデュース公演『レプリカ』（2016年1月13日 - 17日、笹塚ファクトリー）主演 瀬野柊向 役
- 第2回 SANETTY Produce 『Over Smile』（2016年2月10日 - 15日、新宿村LIVE）ドナルド・ケンタッキー 役
- 合同会社シザーブリッツ『ポセイドンの孫とYシャツと私』（2016年4月26日 - 5月1日、上野ストアハウス）主演 潮崎海人（妖怪・半魚人） 役
- 第3回SANETTY Produce『Hands Up』（2016年5月25日 - 29日、新宿村LIVE）物部良隆 役
- DMF/ENG提携公演『SLeeVe-RefRain』（2016年8月17日 - 22日、六行会ホール）主演 雨木辰巳 役
- ENG第五回公演『バックトゥ・ザ・舞台袖〜The stagewing of THRee´S〜』（2016年9月23日 - 10月2日、シアターグリーン BIG TREE THEATER）新子安隆元 役
- ツツシニウム♯2『キニナルナカミ』（2016年10月12日 - 16日、中野RAFT）カズヨシ 役
- BOBJACK THEATER vol.21『ノッキンオンヘブンズドア』（2016年12月7日 - 18日、池袋シアターKASSAI）B班 浮橋尋史 役

2017年
- ディー・コンテンツプロデュース公演『Re:call』（2017年1月25日 - 29日、中野ザ・ポケット）佐倉裕一（少年時代） 役
- シアターKASSAI プロデュース公演『サンサーラ式葬送入門』（2017年3月1日 - 5日、池袋シアターKASSAI）甲斐 役
- amipro『ミュージカル 悪ノ娘』（2017年6月4日 - 11日、あうるすぽっと）アルカトイル・マーロン 役
- 空想ペルクライム『Les Nankayaru』（2017年8月27日、中目黒キンケロ・シアター）ゲスト出演 奈蔵二郎 役
- 4S企画『THRee′S』（2017年9月15日 - 24日、CBGKシブゲキ!!）張飛翼徳 役
- 『THE BAMBI SHOW～２ND STAGE～』（2017年11月17日 - 23日、CBGKシブゲキ!!）近松門左衛門 役

2018年
- 『アイ★チュウザ・ステージ～Stairway to Etoile2018～』（2018年2月23日 - 3月1日、サンシャイン劇場）二夕川諭吉 役
- 『イケメン戦国 THE STAGE～織田信長変～』（2018年4月5日 - 9日、シアター1010）今川義元 役
- 『信長の野望・大志 -春の陣- 天下布武～金泥の首編～』（2018年5月17日 - 27日、CBGKシブゲキ!!）徳川家康 役
- 『忍ノSAGA 〜風魔の章〜』（2018年8月15日 - 19日、CBGKシブゲキ!!）上月恭弥 役
- 『Over Smile』（2018年9月12日 - 17日、CBGKシブゲキ!!）主演 オウ・レイ 役
- イヌフェス×シザーブリッツ・秋の宇宙祭り『スペーストラベロイド』（2018年10月2日 - 8日、上野ストアハウス）土田 役
- 『信長の野望・大志 -冬の陣- 王道執行 ～騎虎の白塩編～』（2018年11月8日 - 12日、シアター1010）主演 徳川家康 役
- 忍法浪漫剣劇 『百花百狼 ～戦国忍法帖～』～月下丸の章～（2018年12月13日 - 16日、全労済ホール／スペース・ゼロ）徳川家康 役

2019年
- 『イケメン戦国 THE STAGE～上杉謙信編～』（2019年2月21日 - 24日、池袋サンシャイン劇場）今川義元 役
- ぐりむの法則 東京版『吐露』（2019年3月5日・8日・9日、Geki地下リバティ）テンパ 役
- 『イケメンヴァンパイア◆偉人たちと恋の誘惑 THE STAGE ～Episode.0～』（2019年4月12日 - 16日、EX THEATER ROPPONGI）太宰治 役
- 『信長の野望・大志 夢幻 ～本能寺の変～』（2019年5月18日、戸田市文化会館 / 5月21日 - 26日、シアター1010）徳川家康 役
- 『乱歩奇譚 Game of Laplace ～怪人二十面相～』（2019年8月5日 - 12日、品川プリンスホテル クラブeX）コモダ 役
- 劇団時間制作第二十回公演 『ほしい』（2019年9月19日 - 29日、赤坂RED/THEATER）主演 長草義人 役
- 『THE BAMBI SHOW～3RD STAGE～』 （2019年10月25日 - 11月3日、CBGKシブゲキ!!）
- 『信長の野望・大志－零－桶狭間前夜 ～兄弟相克編～』（2019年11月14日 - 20日、かめありリリオホール / 11月23日、日本特殊陶業市民会館 ビレッジホール）松平元康 役
- 朝劇銀座『朝日に願え』（2019年12月 - 、studio Marilyn）佐山浩司 役
- PxxceMaker' 『ビジネス』（12月13日、ザムザ阿佐ヶ谷）アフタートーク
- 『イケメン戦国 THE STAGE 番外編～はじまりの物語～』（2019年12月26日 - 30日、銀座博品館劇場）今川義元 役

2020年
- 朝劇西新宿『恋の遠心力』（2020年1月26日、GLASS DANCE 新宿店）ゲスト
- 劇団時間制作第二十一回公演 『赤すぎて、黒』（2020年3月4日・5日、萬劇場）下妻修吾 役
- 『イケメンヴァンパイア◆偉人たちと恋の誘惑 THE STAGE ～ Episode.1 ～』（2020年4月9日 - 12日、渋谷区文化総合センター大和田 さくらホール / 4月17日 - 20日、COOL JAPAN PARK OSAKA TTホール）太宰治 役 ※延期
- 時間制作プロデュース『どうせ、死んでいく』（2020年6月17日 - 25日、CBGKシブゲキ!!） ※公演中止
- えのもとぐりむ朗読劇 三部作『コインランドリーカタルシス』（2020年6月23日 - 7月5日、赤坂RED/THEATER）
- 二人芝居『さよならディスタンス』竹石悟朗×えのもとぐりむ（2020年7月1日・3日、赤坂RED/THEATER）
- 『イケメン戦国 THE STAGE～明智光秀編～』（2020年9月4日 - 9日、EX THEATER ROPPONGI）今川義元 役
- DMF/ENG第7回提携公演『ハイドクナイフ』（2020年10月7日 - 11日、六行会ホール）龍頭羅心 役
- 劇団時間制作第二十二回本公演『迷子』（2020年11月21日 - 29日、東京芸術劇場 シアターウエスト）加藤幸太郎 役
- 『フクロウガスム』（2020年12月23日 - 27日、下北沢 Geki地下Liberty）シロウ / 弐安 役

2021年
- 劇団時間制作第二十三回本公演 『断・捨・離』三部作（2021年2月1日 - 28日、シアター風姿花伝） 公演中止
- ENG第13回公演 『missing 〜強がり彼氏と食べちゃう彼女〜』（2021年3月10日 - 14日、六行会ホール）プロスベール・ピエール＝ブノア 役
- 『イケメンヴァンパイア◆偉人たちと恋の誘惑 THE STAGE ～Episode.1～』（2021年4月23日 - 29日、シアター1010）太宰治 役 4月28日、29日の３公演のみ【無観客配信公演】
- CROWNS『蝶の筆』（2021年5月17日 - 23日、花まる学習会王子小劇場）成田武雄 役 5月12日 - 14日中止、5月15日、16日生配信へ変更
- LUCKUP produce『明日の朝、いつものように 』（2021年7月16日 - 25日、萬劇場）Ａチーム・木田テツ 役、Dチーム・小久保ケンジ 役（主演）
- 『イケメン戦国 THE STAGE ～連合軍VS“戦乱の亡者”雑賀孫一編～』（2021年8月19日 - 23日、ヒューリックホール東京）今川義元 役 ※全公演中止
- 『春風外伝2021』（2021年10月21日 - 25日、新国立劇場 中劇場）文三 役
- 『Wizards Storia-Initiumu-』（2021年12月2日 - 5日、六行会ホール）ディー 役

2022年
- 『イケメン戦国 THE STAGE スペシャル 初夢！～ようこそ！くらぶ乱世へ～』（2022年1月14日 - 16日、シアター1010）今川義元 役
- 『只今、絶賛仕込み中！？』（2022年2月2日 - 6日、コフレリオ新宿シアター）
- ENG第14回公演 『ヨリソウ重力（ENG改定版）』（2022年3月23日 - 27日、六行会ホール）※全公演中止
- キ上の空論 #15『朱の人』（2022年4月13日 - 17日、本多劇場）ユウヤ 役
- 我善導をおもしろがる会 vol.3 『？人のおもしろがれない大人たち』（2022年5月17日 - 22日、新宿シアタートップス）
- 朝劇『恋の遠心力』（2022年5月 - 、NOS Bar&Dining恵比寿）伊吹 役レギュラー
- 朝シェイクスピア『30分でわかるマクベス』（2022年5月7日、Mixalive TOKYO「Hall Mixa」）ゲストシェークスピア 
- 『イケメン戦国 THE STAGE ～連合軍VS“戦乱の亡者”雑賀孫一編～』（2022年8月18日 - 23日、ヒューリックホール東京）今川義元 役
- イケメンシリーズ THE STAGE～世界を駆けて、祝祭を～（2022年9月24日 - 28日、シアター1010）太宰治 役
- 朗読劇『出かける時はいつも』（2022年10月6日 、8日、πTOkYO）
- 『笑わない君と笑う僕』（2022年10月29日、TACCS1179）日替わりゲスト
- 『イケメン戦国 THE STAGE ～猿飛佐助編～』（2022年11月12日 - 15日、渋谷区文化総合センター大和田さくらホール）今川義元 役
- Love Letter for You（2022年11月17日 、新宿村LIVE） - 山田凛 役
- 劇団山本屋「10号」『不器用な三角形は足枷を喰いちぎる』 （2022年12月7日 - 11日、シアター・アルファ東京）  ※公演中止 配信へ
- 朝シェイクスピア『30分でわかるマクベス』（2022年12月21日、Mixalive TOKYO「Hall Mixa」）バンクォー 役 
- 『Wizards Storia』（2022年12月24日・25日、羽生市産業文化ホール 小ホール）日替わりゲスト ディー 役

2023年
- T-gene stage第4弾 舞台『嘘つき』（2023年1月18日 - 22日、すみだパークシアター倉）ミツル役 
- ENG第17回公演 舞台『missing～混血のハッシュタグ～』（2023年3月8日 - 12日、六行会ホール）アルバート・ウォーカー役 
- 『イケメン戦国 THE STAGE ～帰蝶編～』（2023年4月21日 - 24日、渋谷区文化総合センター大和田 伝承ホール）今川義元 役
- T-gene stage 『MOMOTARO』（2023年5月24日 - 28日、六行会ホール）ケイ役
- キ上の空論10周年記念公演『幾度の群青に溺れ』（2023年7月5日 - 9日、紀伊國屋ホール） 
- ENG第14回公演 舞台『ヨリソウ重力(ENG改定版)』（2023年8月16日 - 20日、吉祥寺シアター）田辺誠役 
- なおりく第一回本公演『声。』（2023年8月25日、パルスタジオ）日替わりゲスト 
- T-gene stage『消された声』（2023年10月4日 - 9日、すみだパークシアター倉）仲村マコト役 

2024年
- Last Stage『売春捜査官』（2024年1月18日、シアターKASSAI）日替わりゲスト
- ENG10周年記念公演『FROG〜新選組寄留記〜』（2024年3月20日 - 24日、六行会ホール） - 土方歳三 役
- 『イケメン戦国 THE STAGE～FINAL～』（2024年8月8日 - 12日、シアター1010） - 今川義元 役
- T-gene stage『Episode 犬紀村』（2024年10月26日、六行会ホール） - ケイ 役

2025年
- 『もしも彼女が関ヶ原を戦ったら』（2025年2月16日 - 24日、IMM THEATER） - 司馬山浩一 役

### 配信
- ドラマ喫茶 AOMURA 『7 Days contact～兄妹編』（2020年7月）有本俊平 役[61]
- 『安達健太郎× 役者 トークライブ in ZOOM』（2020年8月21日・9月27日・2021年5月7日）
- 『安達健太郎×○○トークライブin ZOOM』 （2021年2月6日）

### 映画・ショートムービー
- 『寝ずの番』
- 『親父』チンピラ 役
- 『あらくれKNIGHT〜襲名編〜』南部連合メンバー 役
- ショートフィルムフェスティバルASIA入選作『漆黒の批杷』主演
- 山形国際ムービーフェスティバル入選作品『永遠の口紅』主演
- 津川雅彦脚本監修『WYSIWYG』主演
- VAP『新選組オブ・ザ・デッド』拝勘助 役
- 2015年公開予定『炎ーHOMURA』村雨 役（ドイツ・ハンブルク日本映画祭にて上映 2018年5月）[62]
- 『手のひらのパズル』鈴木匠 役（2022年6月25日・26日 金沢21世紀美術館にて上映）[63]以降全国順次上映[64]
- 『Zライフクライシス』主演（「宮古島チャリティー国際映画祭2024」ストーリー長編部門特別賞 受賞）[65]
- 短編『ラストオーダー』主演 （おおぶ映画祭2025プレミア上映)[66]
- 短編『麻雀と指環』主演 山郷俊雄 役 (第20回山形国際ムービーフェスティバル村川透監督賞 受賞）[67]

その他20本以上に及ぶ自主制作映画にメインキャストとして出演。

### テレビ
- 『ドラクロワ〜時を越えた愛スペシャル』（NHK総合）今昔物語 藤原高藤 役
- 『ドラクロワ〜彼に作ってあげたいご飯スペシャル』（NHK総合）
- スカパー！スペシャル BSスカパー！『俺たちがプロポーズ出来ないのには、3つの理由しかなくてだな』（2015年9月20日、BSスカパー!）
- ギークス〜警察署の変人たち〜 第2話（2024年7月11日、フジテレビ） - 鈴川 役[68]

### CM
- Nikon coolpix店頭＆WEB主演
- dulexオンラインCMコンテスト『最高のデートに最高の装いを』2015年4月
- リンクフォークス医療専門マーケティング会社CM（2015年7月）医者 役

### PV
- overce『あの日見た白い花』（2015年11月）主演 彼氏 役
- EMMA『さくら咲く、君想うころ』MV 2020年3月[69]

### EVENT、LIVE
- TTT（トリプルティー）『カウントダウンライブ前夜祭』（2015年12月30日、シアターKASSAI）
- TTT（トリプルティー）『カウントダウンライブ年越し祭』（2015年12月31日、シアターKASSAI）
- TTT (トリプルティー)『【DAY1】2016CDL Eve of Festival』（2016年12月30日、池袋GEKIBA）
- TTT (トリプルティー)『【DAY2】2016CDL TALK SHOW』（2016年12月31日、池袋GEKIBA）
- TTT (トリプルティー) カウントダウンライブ前夜祭『ありがとう＆おつかれさま【結束友哉】一旦卒業セレモニー(仮)』（2017年12月30日、池袋GEKIBA）
- TTT (トリプルティー)カウントダウンライブ（2017年12月31日、池袋GEKIBA）
- TTT (トリプルティー)『TTT2018CDL【FINAL】』 （2018年12月31日）
- キニナルナカミの定点観測 （2017年10月7日、cafe&bar 木星劇場）
- えのもとぐりむ×安達健太郎×飯田來麗ライブ『おしゃべり会』（2019年2月3日、リトルトーキョー）
- 『早乙女会～梅雨と夏の狭間に～[70]』（2019年6月22日、STAR CRANE）
- 『えのもとぐりむ×安達健太郎×飯田來麗ライブ』（2019年8月25日、リトルトーキョー）
- 『安達健太郎と 役者がコントするLIVE』（2019年8月27日、ルミネtheよしもと）[71]
- ROUND1×小笠原健『新春BOWLING KARAOKE乱世』（2021年1月24日、ROUND1）
- 『安達健太郎と 役者が漫才とトークするLIVE』in 赤坂 πTOKYO（2021年3月27日）[72]
- 『ウィザスト定例会議』2022年5月30日、アトリエファンファーレ東池袋
- ROUND1×小笠原健『LIVE FAN EVENT vol.9』（2022年7月9日、ROUND1南砂町店）[73]
- 『舞台「笑わない君と笑う僕」前夜祭』(2022年10月15日・2部、四谷三丁目ドリームシアター)
- 『舞台「笑わない君と笑う僕」後夜祭』(2022年11月5日・1部、MUSEモード音楽学院本館)
- 『舞台「嘘つき」前夜祭 』(2023年1月8日 MUSEモード音楽学院本館)
- 『T-gene学園 vol.3「おしえて、図師先生」～日直:田中彪～』(2023年4月2日 MUSEモード音楽学院本館)
- 『舞台「MOMOTARO」前夜祭』(2023年5月13日 R'sアートコート(労音大久保会館)
- 『舞台「MOMOTARO」後夜祭』(2023年6月18日 MUSUモード音楽学院本館)
- 『舞台「消された声」前夜祭』(2023年9月24日 MUSUモード音楽学院本館)
- 『遠藤しずかBIRTHDAY EVENT』(2023年10月15日 ブルースクエア四谷)

### ゲーム
- 忍ノSAGA（Android版 iOS版 2018年8月配信）上月修弥 役[74]

### その他
- 花奈澪のやくしゃ×めし第一回「竹石悟朗×白金台」（2019年3月21日）[75]

### 写真集
- フォトブック「Wizards Witchery3」（2020年8月発売）[76]
- ナミプロ本臨時増刊号2020（2020年9月発売）[77]

### とちヘル隊活動

#### 配信
- ”とちぎヘルメットかぶり隊（仮）「Three Monkeys TV」” YouTubeチャンネル[78]
- とちヘル隊【北村悠/竹石悟朗/義達祐未】SHOWROOM（2020年12月 - 生配信）[79]

#### イベント
- 『ズッ栃〜meetsとちヘル隊』(栃木県台風復興支援トークイベント)（2020年1月12日、カフェ・エ・アペロ／飯田橋）[80]